# Masato Furukawa
Masato Furukawa (japanisch 古川 雅人 Furukawa Masato; * 23. September 1995 in der Präfektur Saga) ist ein ehemaliger japanischer Fußballspieler.

## Karriere
Furukawa erlernte das Fußballspielen in der Schulmannschaft der Saga Higashi High School und der Universitätsmannschaft der Tokyo International University. Seinen ersten Vertrag unterschrieb er 2018 beim SC Sagamihara. Der Verein spielte in der dritthöchsten Liga des Landes, der J3 League. Für Sagamihara bestritt er fünf Ligaspiele. Im März 2021 wechselte er zum Regionalligisten aries Tokyo. Mit dem Verein spielte er 18-mal in der Kanto Soccer League (Div.2). Nach der Saison 2022 beendete er seine Karriere als Fußballspieler.